# 黒部大橋
黒部大橋（くろべおおはし）は、富山県黒部市と下新川郡入善町の黒部川に架かる富山県道150号魚津入善線のトラス橋である。
本項では、前身の橋にあたる黒部川橋および桜井橋についても説明する。

## 概要
- 左岸：富山県下新川郡入善町上飯野[1]
- 右岸：富山県黒部市沓掛[1]
- 路線名：富山県道150号魚津入善線
- 橋長：570.8 m[1][2]
- 幅員：7.3 m[1]
- 形式：単純鋼曲弦ワーレントラス橋9連[3][2]
  - 支間長：62.5 m[2]
- 総事業費：508,500,000円[4]

## 歴史
江戸時代に参勤交代で三日市から下街道を通行する際は、黒部川に仮設の舟橋（40 - 60艘）を架けていた。
1885年（明治18年）10月、京都西本願寺法王の巡遊を機に、河中に仮杭を立てて神通川の舟橋に使用されていた鉄鎖で仮抗を繋いで板を並べただけの吊り橋（橋長442 m、幅員6 m）を架橋した。1887年（明治20年）1月には下新川郡三日市町の有志が西半分はこの吊り橋を使い、東半分は板橋を新設した賃取橋（橋長694.5 m、幅員3.6 m）が架橋、『桜枝橋』（『桜井橋』）と命名し10年間使用された。
1895年（明治28年）、近郷の町村長らを中心に「黒部川架橋」を県に願い出た。
1898年（明治31年）1月、県が長さ374間4丈（約682 m）、幅14尺（2間2尺、約4 m）の木橋の架橋を計画、4月30日に『黒部川橋』として竣工した。当時は県内最長の木橋であった。その後も相次ぐ洪水被害で通行止めになることが多かった。
1934年（昭和9年）の大洪水により橋脚が露出するほどの流失被害を受けたのをきっかけに、1935年（昭和10年） - 1937年（昭和12年）、旧黒部川橋の15 m上流に長さ699.3 m、幅員4.5 mの木橋『桜井橋』（『黒部橋』）を架橋。この橋の工事で、前述の吊り橋架橋時に使用されていたと伝えられる鉄鎖が発掘された。
現在の橋『黒部大橋』は、桜井橋の上流約200 m（右岸側）、約350 m（左岸側）にて1953年（昭和28年）11月1日に工事着手し、1954年（昭和29年）1月23日に建設省直営工事として着工、1958年（昭和33年）4月20日竣工、同年4月24日に入善町上飯野地内で完成式を執り行い、同年5月31日に国道8号の橋として開通した。全長570.8 m、幅員7.3 mの単純鋼曲弦ワーレントラス橋9連の永久橋であった。下路桁は桁長31.4 mのプレテンションPC桁である。
1982年（昭和57年）には、歩道橋が架設された。
2016年（平成28年）4月1日には、入善黒部バイパスが国道8号の本線になったことに伴い、現在の県道の橋となった。